# Walther Funk
Walther Emanuel Funk (Trakehnen, 18 augustus 1890 – Düsseldorf, 31 mei 1960) was een Duits econoom en prominente nazi-ambtenaar, die diende als rijksminister van Economische Zaken van 1937 tot 1945. Hij werd tijdens de Processen van Neurenberg veroordeeld tot een levenslange gevangenisstraf.

## Levensloop
Funk werd geboren als zoon van een ondernemer. Vanaf 1908 studeerde hij rechten, economie, literatuur en muziek in Leipzig en Berlijn. In 1912 studeerde hij af als jurist, en vervolgens werd hij leerling-journalist. Tijdens de Eerste Wereldoorlog werd hij opgeroepen, maar in 1915 werd hij wegens ongeschiktheid ontslagen. Vanaf 1916 werkte hij als redacteur bij het centrumrechtse financiële dagblad Berliner Börsenzeitung, waar hij in 1921 hoofdredacteur werd.

## Politieke loopbaan
Funk nam ontslag in 1931 en werd lid van de NSDAP. Hij maakte kennis met Gregor Strasser die een ontmoeting met Adolf Hitler regelde. Funk werd de contactpersoon tussen de nazipartij en grootindustriëlen als Emil Kirdorf, Fritz Thyssen, Albert Vögler en Friedrich Flick.
Deels vanwege zijn interesse in economische zaken werd hij in juli 1932 gekozen als Rijksdagafgevaardigde, en in de partij werd hij in december van dat jaar voorzitter van het comité voor economische zaken. Na de machtsovername werd hij perschef van het Derde Rijk.

## Derde Rijk
In maart 1933 werd Funk benoemd tot staatssecretaris van het ministerie van Propaganda. In 1938 werd hij Wirtschaftsbeauftragter. In februari van dat jaar volgde hij minister van Economische Zaken Hjalmar Schacht op, die in een machtsstrijd met rijksmaarschalk Hermann Göring in november 1937 het onderspit had gedolven.
In januari 1939 werd Funk president van de Reichsbank, wederom als opvolger van Schacht. Op 25 juli 1940 zette hij in een toespraak voor journalisten zijn plan uiteen voor de economische reorganisatie van Europa. Op 9 augustus 1940 ontzegde Funk in zijn functie van minister van Economische Zaken en president van de Reichsbank Joden de toegang tot hun banktegoeden en bij institutionele beleggers ondergebracht vermogen. In 1942 sloot Walther Funk met Heinrich Himmler een geheime overeenkomst, waarbij vermogen van in de concentratiekampen omgekomen Joden naar de Reichsbank werd geleid, waar het op een speciale "Max Heiliger"-rekening werd bijgeschreven, ten gunste van de SS.
In september 1943 werd Funk lid van de centrale staf van het ministerie van bewapening van Albert Speer.

## Proces van Neurenberg
Ondanks zijn slechte gezondheid moest Funk samen met andere nazikopstukken in Neurenberg terechtstaan (Proces van Neurenberg). Hij werd beschuldigd van samenzwering om misdaden tegen de vrede te plegen, het plannen en ten uitvoer brengen van een agressieoorlog, oorlogsmisdaden en misdaden tegen de menselijkheid. Ter verdediging voerde hij aan dat hij ondanks zijn titels erg weinig macht had gehad in het naziregime. Göring omschreef Funk als een "onbeduidende ondergeschikte". Er werd echter schriftelijk bewijsmateriaal tegen Funk aangevoerd, plus zijn biografie uit de oorlog. Funk werd schuldig bevonden aan de punten 2, 3 en 4 van de aanklacht en werd tot levenslange gevangenisstraf veroordeeld.
Hij werd opgesloten in de Spandaugevangenis, samen met andere prominente nazi's. Wegens zijn slechte gezondheid werd hij op 16 mei 1957 vrijgelaten. In december 1958 werd hij door de raadkamer van West-Berlijn veroordeeld tot een boete van 10.900 DM. Deze straf was bedoeld als symbolische Wiedergutmachung wegens de door hem gesteunde Jodenvervolging.
Walther Funk overleed in 1960 op 69-jarige leeftijd.